# Gabriel Gaspar
Gabriel Eduardo Gaspar Tapia (Arica, 24 de abril de 1949) es un politólogo chileno, académico, analista latinoamericano y consultor internacional. Entre septiembre de 2022 y marzo de 2023 se desempeñó como subsecretario de defensa bajo el gobierno del presidente Gabriel Boric.  
Exembajador en Colombia, Cuba y en Misión Especial para la demanda marítima interpuesta por Bolivia contra Chile por una salida al mar, y ex viceministro de Defensa, FFAA y Guerra, en los gobiernos de la Concertación, Nueva Mayoría y del actual presidente, Gabriel Boric.

## Familia y estudios
Nacido en la comuna chilena de Arica el 24 de abril de 1949, es nieto, e hijo de Eduardo Arturo Gaspar y Lidia del Carmen Tapia Yucra, dirigentes sindicales del Ferrocarril Arica-La Paz que emigraron de Putre a Arica. Por parte materna posee ascendencia aimara.
A los ocho años de edad se trasladó con su familia a vivir a Santiago de Chile, al barrio de Estación Central. Cursó sus estudios básicos y secundarios en la Escuela n.º 58 y luego en el Liceo Miguel Luis Amunátegui. En 1967, ingresó a la Escuela de Derecho de la Universidad de Chile, egresando en 1972.
Después del golpe de Estado del 11 de septiembre de 1973, partió al exilio a México en 1974. Radicado en ese país, cursó un posgrado en ciencia política en la Facultad Latinoamericana de Ciencias Sociales (FLACSO) y un doctorado en Estudios Latinoamericanos en la Universidad Nacional Autónoma de México (UNAM), ejerciendo la docencia en varias universidades mexicanas.

## Carrera profesional
En 1992 regresó a Chile, incorporándose como asesor internacional en el Ministerio Secretaría General de Gobierno, para después integrarse al Ministerio de Relaciones Exteriores.
El 11 de marzo de 2000 fue designado como titular de la Subsecretaría de Guerra por el presidente Ricardo Lagos, cargo en el que se desempeñó durante toda esa administración, la cual finalizó el 11 de marzo de 2006. 
Durante el primer gobierno de la presidenta Michelle Bachelet, fue nombrado como embajador de Chile en Colombia (2006-2008), y luego en Cuba (2006-2010).
Con la llegada de Bachelet por segunda vez a la presidencia de la República el 11 de marzo de 2014, asumió como titular de la Subsecretaría para las Fuerzas Armadas, dejando la función el 21 de octubre de 2015, en manos de la actual presidenta del Partido Socialista de Chile, Paulina Vodanovic. 
Desde el 6 de enero de ese año, fue designado como embajador en Misión Especial para la disputa marítima con Bolivia ante la Corte Internacional de Justicia (CIJ). Renunció el 10 de marzo de 2018, un día antes de inicio del nuevo gobierno.
Es autor de publicaciones en universidades y centros académicos de América Latina, Europa y Rusia. Asimismo, ha dictado clases en las academias de Guerra del Ejército, de la Fuerza Aérea de Chile, Nacional de Estudios Políticos y Estratégicos (ANEPE) del Ministerio de Defensa de Chile, y la Diplomática de Chile y en el Instituto de Ciencia Política de la Universidad de Chile. 

El 8 de septiembre de 2022 es invitado por el presidente de Chile, Gabriel Boric, para asumir como subsecretario de Defensa, repartición a cargo de la bióloga, médico veterinaria, exdiputada, expresidenta de la Cámara de Diputados de Chile y nieta del expresidente de Chile, Salvador Allende Gossens, Maya Fernández (PS). 

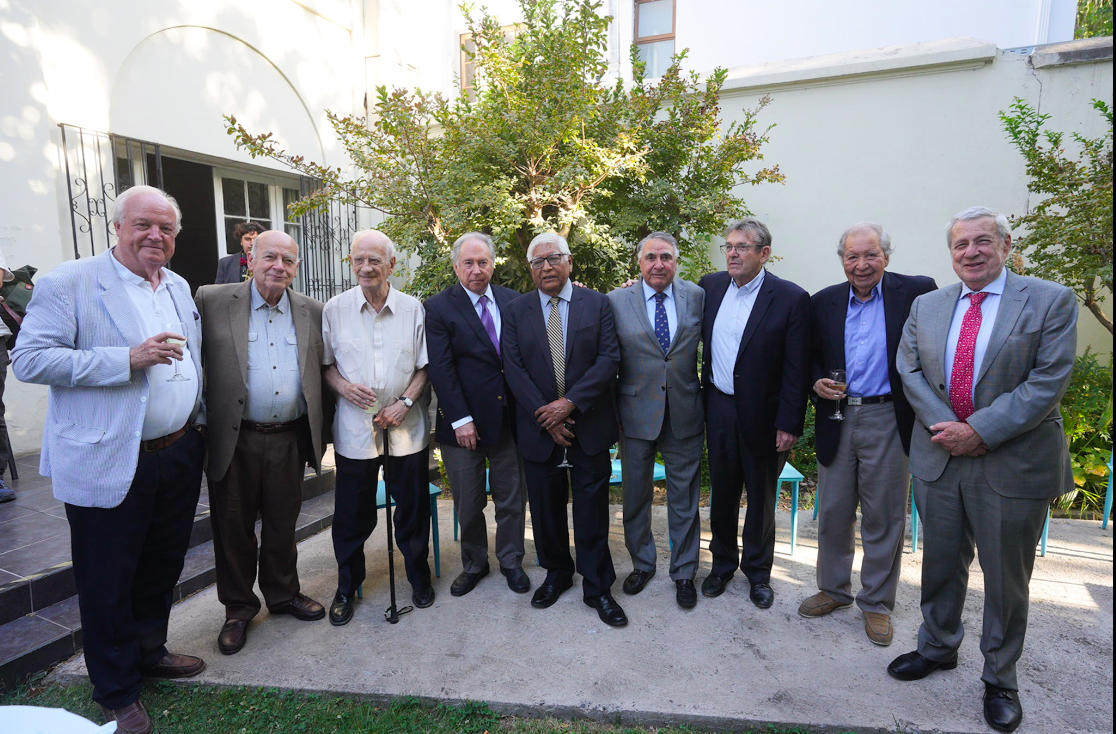
Junto a Juan Gabriel Valdés, Embajador de Chile en EEUU del gobierno de Gabriel Boric; senador José Miguel Insulza; canciller de Chile, Albert Van Klaveren, y exautoridades.

Recién asumido en el cargo, el 19 de septiembre de 2022, coordinó las acciones necesarias para enfrentar el hackeo al Estado Mayor Conjunto (EMCO) por el grupo Guacamaya; dio inicio a la actualización de la Política de Defensa Nacional con el objetivo de aumentar la capacidad de enfrentar los desafíos futuros; los incendios durante época estival y coordinación con Senapred; y la puesta en marcha del Decreto 78 sobre protección de Infraestructura Crítica referido a Área Fronteriza en el norte del país a raíz de la presión migratoria desde Venezuela.  
El 10 de marzo de 2023, asume el político PPD y cercano a Carolina Tohá (durante la presidencia del partido y caso SQM), Víctor Jeame Barrueto. Sin embargo, pronto es reemplazado por el ex convencional PS, exjefe de gabinete de exministro de Defensa e Interior, Jorge Burgos (DC), y jefe de gabinete de la ministra de Interior (PPD) Carolina Tohá, Ricardo Montero Allende.    